# Yougoslavie aux Jeux olympiques d'hiver de 1948
Cet article contient des informations sur la participation et les résultats de la Yougoslavie aux Jeux olympiques d'hiver de 1948 à Saint-Moritz en Suisse. La Yougoslavie était représentée par dix-sept athlètes. La délégation yougoslave n'a pas récolté de médaille.